# ژو پیش‌دودمان
ژو پیش‌دودمان یا ژو پیشین (چینی: 先周) به ایالت ژو (منطقه گوانژونگ استان شاآنشی امروزی) در زمان دودمان شانگ چین باستان گفته می‌شود. این ایالت در سال ۱۰۴۶/۴۵ پ. م، شانگ را فتح کرد و دودمان ژو بنیان گذاشته شد. این ایالت توسط طایفه جی (姬) اداره می‌شد.

## تاریخچه
به گفته سیما چیان، این ایالت زمانی که گوگونگ دانفو طایفه خود را از سرزمین مادریشان، بین، به محله‌ای جدید در امتداد رودخانه وی نقل مکان کرد، تأسیس شد. گفته می شود دو پسر بزرگ او تایبو و ژونگ‌یانگ قلمرو را رها کرده و به جنوب گریختند تا وو را در پایین دست یانگ تسه برپا کنند. کوچک‌ترین پسرش جیلی سپس ژو را به ارث برد و آن را با مبارزات متعدد علیه بربرهای رونگ در اطراف شانگ گسترش داد. پادشاه ون دینگ از قدرت او احساس تهدید کرد و در مکانی به نام سایکو (塞库) او را به تله انداخت. پسر جیلی، پادشاه ون، توسط پادشاه ژو شانگ در یولی زندانی شد و سپس با پرداخت خونبها توسط اشراف آزاد گردید. در برخی روایت ها، ون مجبور شد به دستور پادشاه، پسر بزرگش را به عنوان کیک گوشت یا سوپ بخورد. پسر دوم او درنهایت در نبرد مویه انتقام پدربزرگ و برادرش را گرفت و پادشاه ژو را شکست داد و به شانگ پایان داد.

## فرمانروایان
- گوگونگ دانفو؛ همچنین شناخته شده با نام پادشاه تای ژو
- گونگ لیو؛ کسی که مردم ژو را به بین کوچاند.
- پادشاه جی ژو؛ جیلی
- پادشاه ون ژو
- پادشاه وو ژو؛ فاتح شانگ و بنیانگذار دودمان ژو